# Мазуркевич, Ирина Степановна
Ири́на Степа́новна Мазурке́вич (бел. Ірына Сцяпанаўна Мазуркевіч; род. 20 августа 1958 года, Мозырь, Белорусская ССР, СССР) — советская и российская актриса театра и кино, народная артистка Российской Федерации (2007).

## Биография
Родилась 20 августа 1958 года в городе Мозырь. С раннего возраста в течение восьми лет занималась спортивной гимнастикой. В 15 лет, окончив восемь классов, уехала в Горький, где поступила в Горьковское театральное училище. Спустя год в училище приехал ассистент режиссёра Виктора Титова, который готовился снимать на «Мосфильме» спортивную драму «Чудо с косичками». Взяв её фото, ассистент уехал. Затем Мазуркевич несколько раз вызывали на пробы, после чего, наконец, утвердили. Позже её фото, попавшее в картотеку «Мосфильма», заметил режиссёр Александр Митта. Он приступал к картине «Сказ про то, как царь Пётр арапа женил». Последовали пробы, после которых Митта некоторое время колебался между кандидатурой Мазуркевич и другой претенденткой. Выбор на Мазуркевич пал благодаря Владимиру Высоцкому, к которому режиссёр обратился с вопросом, с кем бы он хотел сниматься.
В 1977 году Ирина Мазуркевич окончила Горьковское театральное училище (мастерская Николая Селивестровича Хлибко). В выпускном спектакле «Много шума из ничего» на неё обратил внимание И. П. Владимиров — главный режиссёр Театра имени Ленсовета. Он был в тот год председателем ГЭК и тут же пригласил её в свою труппу. Вместе с Ларисой Луппиан в спектакле «Левша» они по очереди танцевали блоху и изображали народ.
Ирину Мазуркевич и Анатолия Равиковича познакомил спектакль «Малыш и Карлсон», в котором они, соответственно, играли Малыша и Карлсона. Артисты поженились в июле 1980 года.
В 1979 году Мазуркевич сыграла в музыкальной комедии Наума Бирмана «Трое в лодке, не считая собаки». Затем последовала роль в картине Эльдара Рязанова «О бедном гусаре замолвите слово». В дальнейшем, иногда актриса и сама отказывалась от ролей; порой её вызывали на пробы — и не утверждали. Лишь в конце 1980-х — начале 1990-х она сыграла несколько больших ролей.[каких?].
В театре она была занята не очень часто: среди редких больших работ — спектакли «Спешите делать добро» и «Зинуля».
Не видя для себя будущего, Ирина Мазуркевич в 1988 году покинула Театр имени Ленсовета и перешла в Театр комедии имени Н. П. Акимова, где постепенно стала одной из ведущих актрис.
В её репертуаре:
- Зоя Пельц в спектакле «Зойкина квартира»;
- Миссис Пейдж — «Виндзорские проказницы»;
- Стеффи Блондел — «Хочу сниматься в кино»;
- Эмилия Марти — «Средство Макропулоса».

В спектакле «Средство Макропулоса» по пьесе Карела Чапека героиня Ирины Мазуркевич в течение всего времени борется за рецепт вечной жизни, но, в конце концов, прожив 300 лет и постигнув всю меру одиночества человека, живущего бесконечно, отказывается от вечной жизни.
Занята в спектаклях Санкт-Петербургского театра «Русская антреприза».

## Семья
Первый муж — познакомились в Горьковском театральном училище, развод.
Муж (c 1980 года) — актёр Анатолий Равикович (1936—2012). Дочь — Елизавета (род. 28 декабря 1981 года), внуки — Матвей и Ева.
Муж (с 2019 года) — бизнесмен Владимир Файнштейн.

## Награды и звания
- Заслуженная артистка Российской Федерации (6 июля 1994) — за заслуги в области театрального искусства[8]
- Народная артистка Российской Федерации (2007)[3]

## Фильмография
| Год       |     | Название                                           | Роль                               |
| --------- | --- | -------------------------------------------------- | ---------------------------------- |
| 1974      | ф   | Чудо с косичками                                   | Таня Малышева                      |
| 1976      | ф   | Сказ про то, как царь Пётр арапа женил             | Наташа Ртищева                     |
| 1976      | ф   | Сын председателя                                   | Томка                              |
| 1977      | ф   | Открытая книга                                     | Маша Спешнева                      |
| 1979      | ф   | Трое в лодке, не считая собаки                     | Патриция                           |
| 1979      | ф   | Белый танец или «Людвиг Варыньский» (Польша)       | Варвара Шулепникова                |
| 1980      | ф   | О бедном гусаре замолвите слово                    | Настенька Бубенцова                |
| 1983      | мф  | Ико — отважный жеребёнок                           | Ико, жеребёнок                     |
| 1983      | ф   | Тайна «Чёрных дроздов»                             | Гледис                             |
| 1983      | тсп | Расследует бригада Бычкова                         | Хельга                             |
| 1984      | тф  | Последний визит                                    | Барбара                            |
| 1985      | ф   | Встретимся в метро                                 | Шура                               |
| 1986      | тсп | Маленькая Баба-Яга                                 | Маленькая Баба-Яга                 |
| 1986—1988 | с   | Жизнь Клима Самгина                                | Нехаева                            |
| 1987      | ф   | Залив счастья                                      | Невельская                         |
| 1988      | ф   | Предлагаю руку и сердце                            | Имя персонажа не указано           |
| 1989      | мтф | Васька                                             | Тата                               |
| 1989      | ф   | Оно                                                | блаженная Аксиньюшка               |
| 1993      | ф   | Ты у меня одна                                     | попрошайка                         |
| 1995      | ф   | Всё будет хорошо!                                  | жена Тузова                        |
| 1999      | с   | Улицы разбитых фонарей, серия «Честное пионерское» | Коновалова                         |
| 2001      | ф   | Коллекционер                                       | Вера                               |
| 2001      | с   | Агентство                                          | Наталья Павловна Лыняева, менеджер |
| 2005      | ф   | Подлинная история поручика Ржевского               | Марина Панина                      |
| 2009      | ф   | Третье дыхание                                     | Имя персонажа не указано           |
| 2017      | ф   | Три сестры                                         | Ирина                              |